# Deutsche Gamestage
Die Deutschen Gamestage waren eine deutsche Kommunikations- und Networkingplattform für internationale Spieleentwickler, Publisher, Investoren und Vertreter der Medienindustrie. Sie waren die führende Veranstaltung ihrer Art in Deutschland.
Die Deutschen Gamestage wurden im Jahr 2007 im Rahmen des Umzugs der Quo Vadis Entwicklerkonferenz, Deutschlands ältester und größter deutschsprachiger Entwicklerkonferenz, nach Berlin vom Medienboard Berlin-Brandenburg initiiert.
Zu den Teilnehmern zählen deutsche und internationale Spielentwickler, Publisher, Investoren und Gamer und Games-Interessierte sowie Vertreter öffentlicher Einrichtungen und der Medienindustrie. Rund 2.000 Besucher kamen 2012 zu den Deutschen Gamestagen nach Berlin. Die Deutschen Gamestage – DGT werden seit 2013 organisiert von Aruba Events.
In Zusammenhang mit den Deutschen Gamestagen 2012 äußerte Björn Böhning, Chef der Berliner Senatskanzlei, dass  Berlin als „Hauptstadt der IT“ bereits jetzt ein starker Standort für Computerspiele sei, man diese Position noch stärken wolle und man Spiele als Chance begreifen solle.
Seit 2014 ist die Games Week Berlin der offizielle Nachfolger der Deutschen Gamestage.

## Einzelveranstaltungen
Die Dachmarke umfasste ab 2012 in fünf Tagen fünf Einzelveranstaltungen rund um das Thema Games, u. a. die Entwicklerkonferenz „Quo Vadis. Create. Game. Business.“, das Festival „A MAZE. Indie Connect“, den Aktionstag „Girls’ Day“, das Recruiting Event „Making Games Talents“, das „Gamefest Berlin“ am Computerspielemuseum Berlin sowie  die Verleihung des Deutschen Computerspielpreises und des LARA Awards.
Das Medienboard Berlin-Brandenburg ist Förderer der Einzelveranstaltungen.
Zum elften Mal fanden die Deutschen Gamestage vom 23. bis 27. April 2013 im Rahmen von Quo Vadis in Berlin statt, ein Schwerpunkt sollte auf Mobile Games liegen.